# Beverley Works
Die Beverley Works Ltd. war ein britischer Hersteller von Automobilen und Automobilzubehör in Barnes (London). Von 1923 bis 1930 wurden dort Luxusautomobile mit Achtzylindermotoren unter der Markenbezeichnung Beverley-Barnes gefertigt.
1923 wurde der 24/80 hp vorgestellt, er besaß einen Reihenachtzylindermotor mit obenliegender Nockenwelle und einem Hubraum von 4,0 Liter. Der große Wagen hatte 3.810 mm Radstand und war 4.877 mm lang.
1925 folgte der 30/90 hp auf gleichem Fahrgestell. Der Motor war auf 4,8 Liter aufgebohrt worden und das bis 1927 gebaute Fahrzeug erreichte eine Länge von 5.385 mm.
1927 lösten ihn zwei kleinere Modelle ab. Der 2½-litre hatte einen 2,7-Liter-Motor mit untenliegender Nockenwelle und war mit 3.099 mm oder 3.404 mm Radstand erhältlich. Der 18 hp besaß weiterhin einen Motor mit obenliegender Nockenwelle, aber nur 2,45 Liter Hubraum. Sein Radstand betrug 3.200 mm.
1930 wurde ein 3,0-Liter-Motor mit untenliegender Nockenwelle im 22/90 hp angeboten. Dieser Wagen war wahlweise mit 2.946 mm oder 3.404 mm Radstand erhältlich.
Wichtigstes Produkt der Firma war stets das Autozubehör. Dies sicherte das Überleben in der Weltwirtschaftskrise. 1930 aber musste sie dennoch ihre Tore schließen. Die Luxusautomobile wurden immer nur in geringster Stückzahl gefertigt.

## Modelle
| Modell   | Bauzeitraum | Zylinder | Hubraum  | Radstand     |
| -------- | ----------- | -------- | -------- | ------------ |
| 24/80 hp | 1923        | 8 Reihe  | 3958 cm³ | 3810 mm      |
| 30/90 hp | 1925–1927   | 8 Reihe  | 4825 cm³ | 3810 mm      |
| 2½-litre | 1927        | 8 Reihe  | 2736 cm³ | 3099–3404 mm |
| 18 hp    | 1927        | 8 Reihe  | 2440 cm³ | 3200 mm      |
| 22/90 hp | 1930        | 8 Reihe  | 2956 cm³ | 2946–3404 mm |

## Quelle
David Culshaw & Peter Horrobin: The Complete Catalogue of British Cars 1895–1975. Veloce Publishing plc. Dorchester (1999).  ISBN 1-874105-93-6